# 五维空间

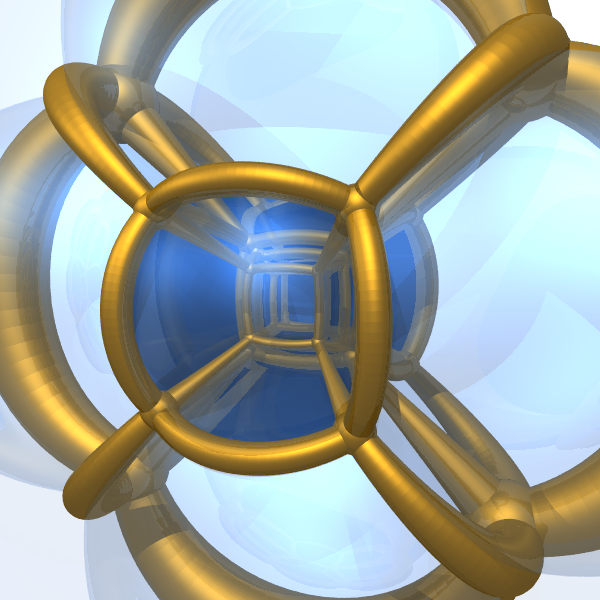
五維超立方體的5D到4D施萊爾投影的4D到3D球極投影的3D到2D透視投影

五維空間是一個包含五個維度的空間。以物理學的角度來說，五維空間的維度比日常生活中所提到的三維空間以及相對論中的四維時空還要多。 五維空間是一種經常在數學中出現的抽象概念。在物理學和數學中，N數字的序列可以理解為表示N維歐幾里得空間中的位置。宇宙的維度是否為五維同時也是個辯論的話題。

## 物理學中
許多在早期對於五維空間的研究是在努力找出一個可以統一四種自然中的基本相互作用（強與弱的核力量，引力相互作用以及電磁相互作用）的理論。德國數學家西奧多·卡魯扎 以及 瑞典物理學家奧斯卡·克萊因 在1921年獨立的發展出 卡魯扎-克萊因理論 ，在理論中使用了五維空間來統一 重力以及電磁力。 雖然後來發現這些方法有少部分不準確，但這一概念為過去一個世紀的進一步研究奠定了基礎。
為了解釋為什麼這個維度不能被直接觀察到，克萊茵提議五維空間可能是一個被捲成一個微小、緊緻的循環空間，大約為10-33公分。 根據他的推理，他設想光是由於在更高維度上的波紋引起的干擾，超出人類的感知，類似於池塘中的魚只能看到由雨滴引起的水面上的波紋的陰影。 雖然無法觀測，但這會間接暗示看似無關的力量之間的聯繫。卡盧薩 - 克萊因理論在20世紀70年代經歷了復興，因為超弦理論和超重力的出現：現實是由能量線種動組成的概念，一個只有數學上可行的十個維度或更多的假設。 超弦理論接著演變成一種更通用的方法，稱為M理論。M理論提議了一個除了十個基本維度之外的一個潛在的可觀察的額外維度，同時也將允許超弦的存在。 其他的十個維度將會是緊緻的， 或是 "捲曲" 成一個次原子的大小。 卡魯扎-克萊因理論的本質在現今被視為規範為圓群的規範場論。
第五個維度很難直接觀察到，然而大型強子對撞機提供了記錄其存在的間接證據的機會。 物理學家推測，由於碰撞的結果，亞原子粒子的碰撞又產生新的粒子，包括從第四維逸出的引力，或膜 (物理學)，洩漏成五維體。 M理論將解釋重力相對於自然的其他基本力量的弱點，可以被觀測, 例如，當使用磁體將一根針從桌上吸起來時 - 磁體能夠容易地克服整個地球的重力拉力。
數學方法是在20世紀初開發的，把第五維視為一個理論結構。這些理論參考了希爾伯特空間，這概念假定了無窮的數學維度以允許無限數量的量子態。愛因斯坦、彼得˙伯格曼以及華倫泰·伯格曼後來試圖將廣義相對論的四維時空延伸到一個額外的物理尺度，用來納入電磁學，然而未獲得成功。 在他們1938年的論文中，愛因斯坦和伯格曼是最先提出四維理論這一現代觀點的人，其與愛因斯坦 - 麥克斯韋理論在長距離的情形一致，是由五維完全對稱的五維理論推導出來的。 他們認為電磁性是由在第五維中“極化”的重力場引起的。
爱因斯坦和伯格曼理論主要的新颖之处在於，該理論嚴肅地將第五维視为一个物理实体，而不只是將度量张量和电磁势結合起來的藉口。但他们随后放棄這種看法，修改該理论以打破其五维对称性。正如爱德华·维腾所指出的那樣，他們的理由是更對稱版本的理論預言了一種新的長程場的存在，既无质量又是纯量，這就需要對愛因斯坦的廣義相對論作出根本性的修改。闵考斯基时空和真空中的马克士威方程组可嵌入在五维黎曼曲率张量中。
在1993年，物理學家杰拉德·特·胡夫特提出了全像原理，解釋了＂關於額外維度的訊息作為一個少一個維度的時空下的曲率是可見的＂。 例如，全像圖是放置在二維表面上的三維圖片，當觀察者移動時賦予圖像曲率。類似地，在廣義相對論中，第四維表現為可觀測的三維作為移動的無限小（測試）粒子的曲率路徑。 'T Hooft推測第五個維度是真正的時空結構。

## 五維空間中的幾何
根據克萊茵的定義， ＂幾何在其自身內的變換下，是對於時空不變性質的研究。＂。 因此，第五維的幾何學研究了這種時空的不變性，當我們在它內部移動時，用形式方程表示。
1. 五維正六胞體，是單純形家族中的其中一個， 有六個頂點, 十五條邊, 二十個面 (皆為 正三角形), 十五個胞 (皆為 正四面體), 以及六個超胞 （ 皆為正五胞體）。
2. 五維正十胞體，是超方形家族中的其中一個， 有三十二個頂點，八十條邊，八十個面 (皆為正方形)，四十個胞 (皆為 正六面體), 以及十個超胞 （ 皆為正八胞體)。
3. 五維正三十二胞體 ，是 正轴形家族中的其中一個， 有十個頂點，四十條邊，八十個面 (皆為正三角形), 八十個胞（皆為正四面體）,以及三十二個超胞(皆為正五胞體)。

一個第四種的多胞形，一個半超方形, 可以經由五维超正方体交錯後得到，稱為五維半超方形擁有一半的頂點（十六個）,而超胞則是由正五胞體和正十六胞體所組成。
| A5             | B5             | B5             | D5               |
| -------------- | -------------- | -------------- | ---------------- |
| · 五維單純形 · | · 五維超方形 · | · 五維正軸形 · | · 五維半超方形 · |

### 超球體
在五維空間中的超球體 （同時也被叫做 4-球 ，因為它的表面是四維的） 所有在其超球面上的點到超球體的中心點P的距離R都相等。 其超表面封閉的狀況下，超體積公式為：
{\displaystyle V={\frac {8\pi ^{2}r^{5}}{15}}}

## 延伸閱讀
- Wesson, Paul S. . Singapore: World Scientific. 1999. ISBN 981-02-3588-7.
- Wesson, Paul S. . Singapore: World Scientific. 2006. ISBN 981-256-661-9.
- Weyl, Hermann, Raum, Zeit, Materie, 1918. 5 edns. to 1922 ed. with notes by Jūrgen Ehlers, 1980. trans. 4th edn. Henry Brose, 1922 Space Time Matter, Methuen, rept. 1952 Dover. ISBN 0-486-60267-2.

## 外部連結
- 五維超立方體的超透視圖的二維擬立體圖（页面存档备份，存于）